# Brigitte Foppa
Brigitte Foppa (* 8. Oktober 1968 in Bozen) ist eine deutschsprachige italienische Politikerin aus Südtirol (Verdi Grüne Vërc).

## Leben
Foppa entstammt einer Montaner Unternehmerfamilie. Von 1988 bis 1994 studierte sie an der Universität Mailand Germanistik und Skandinavistik, von 1995 bis 2002 an der Universität Trient Germanistik und Hispanistik. Ihre Abschlussarbeit beschäftigte sich mit der literarischen Bewältigung der Optionszeit in Südtirol. Anschließend arbeitete sie eine Zeit lang als Übersetzerin und Korrektorin, seit 2004 im Südtiroler Landesamt für Weiterbildung. Im Jahr 2012 wurde sie an der Universität Trient zum Doktoratsstudium zugelassen (Thema der geplanten Dissertation: Lyrik während der NS-Zeit in Südtirol).
Im Jahr 2009 wurde Foppa zusammen mit Sepp Kusstatscher zur Co-Parteivorsitzenden der Südtiroler Grünen gewählt. 2010 schaffte sie den Einzug in den Bozner Gemeinderat. Bei den Südtiroler Landtagswahlen 2013 konnte Foppa 9269 Vorzugsstimmen auf sich vereinen, wodurch sie als Zweitplatzierte auf der Liste der Grünen ein Mandat für den Landtag und damit gleichzeitig den Regionalrat Trentino-Südtirol erringen konnte. Im Rahmen der Landtagswahlen 2018 gelang ihr mit 6.997 Vorzugsstimmen die Wiederwahl, bei den Landtagswahlen 2023 mit 11.772 Vorzugsstimmen.

## Publikation
- Schreiben über Bleiben oder Gehen: die Option in der Südtiroler Literatur 1945–2000 (= Labirinti. Band 67). Ed. Univ. degli Studi di Trento, Trient 2003, ISBN 88-8443-041-0.